# Amore (programma televisivo)
Amore è stato un programma televisivo italiano andato in onda in prima serata su Rai 1 dal 25 marzo al 16 maggio 2006 per otto puntate (più una puntata speciale, con il meglio della trasmissione, intitolata è sempre Amore) con la conduzione di Raffaella Carrà.

## Il programma
Basato sulle adozioni a distanza, nelle quali la Carrà è coinvolta personalmente, è stato così annunciato da lei stessa alla presentazione per la stampa: "Molti giornalisti hanno scritto di un mio ritorno in televisione con una versione moderna di Milleluci. Questa mi sembra una cosa impossibile sia per i costi proibitivi sia perché ormai la mia compagna Mina ha deciso di cantare e basta. Torno in TV perché ho qualcosa da proporre e lo faccio con un programma alternativo, controcorrente". Lo show, sempre secondo la Carrà, "si propone di miscelare con grazia lo spettacolo e un tema delicato quale il sostegno a distanza".
L'Auditorium Rai del Foro Italico è allestito per un grande show con un'orchestra di 32 elementi diretta dal maestro Leonardo De Amicis. I momenti di spettacolo prevedono come ospiti vari cantanti, comici e personaggi famosi tra cui Laura Pausini, Claudio Baglioni, Antonello Venditti, Pippo Baudo, Fiorello, Gigi D'Alessio, Nomadi, Renato Zero, I Giganti, Riccardo Cocciante, Alexia, Emanuela Aureli, Dik Dik, I Camaleonti, Gianfranco Funari e Massimo Lopez con i quali la showgirl duetta nei consueti numeri musicali e comici.
Il programma viene promosso con alcuni spot realizzati da Oliviero Toscani in cui Raffaella è attorniata da bambini di diverse etnie. L'obiettivo è quello di raccogliere tramite un centralino le adesioni di quanti vorranno aiutare i bambini dei paesi più poveri con un sostegno a distanza (per un costo mensile di 25 euro). Il risultato è eccezionale in termini di adozioni raccolte (circa 130.000), ma dal punto di vista degli ascolti non viene premiato dai telespettatori. Infatti la direzione della rete deciderà poi di tagliare le ultime due puntate, a fronte delle dieci previste.

### Cast tecnico
- Regia: Sergio Japino
- Autori: Claudo Fasulo, Carlo Pistarino, Alessandra Bisegna, Danilo Antonelli, Giancarlo De Andreis, Maurizio Sangalli, Giulio Calcinari, Giovanni Benincasa
- Scenografia: Mario Catalano
- Costumi: Luca Sabatelli
- Coreografie: Franco Miseria
- Direzione musicale: Leonardo De Amicis
- Produttore esecutivo: Valeria Destefanis e Maurizio Limarzi
- La sigla iniziale è il brano Il mio fratellino a distanza (Assulaié) (scritto da Mario Gardini, Giovanni Paolo Fontana e Grazia Di Michele) dello Zecchino d'Oro 2003.

### Ascolti
| Puntata        | Messa in onda  | Ospiti                                                                     | Telespettatori | Share  | Fonte |
| -------------- | -------------- | -------------------------------------------------------------------------- | -------------- | ------ | ----- |
| 1              | 25 marzo 2006  | Maria Grazia Cucinotta                                                     | 4.978.000      | 24,89% | [ 2 ] |
| 2              | 1º aprile 2006 | Romina Power, Laura Pausini, Pippo Baudo                                   | 5.151.000      | 23,09% | [ 3 ] |
| 3              | 8 aprile 2006  | Gigi D'Alessio, I Nomadi                                                   | 4.158.000      | 22,71% | [ 4 ] |
| 4              | 15 aprile 2006 | Renato Zero, Enzo Paolo Turchi, Carmen Russo, Giancarlo Magalli, I Giganti | 3.883.000      | 21,57% |       |
| 5              | 22 aprile 2006 | Carlo Conti, Riccardo Cocciante, Alexia, Dik Dik                           | 3.184.000      | 18,07% |       |
| 6              | 29 aprile 2006 | Natasha Stefanenko                                                         | 4.013.000      | 18.92% |       |
| 7              | 6 maggio 2006  | Massimo Lopez, I Camaleonti, David Bisbal                                  | 3.306.000      | 16,29% |       |
| 8              | 13 maggio 2006 | Mike Bongiorno                                                             | 3.134.000      | 15,94% |       |
| è sempre Amore | 20 maggio 2006 | -                                                                          | N.D.           | N.D.   | N.D.  |